# Innishannon
Innishannon (engelska: Inishannon, iriska: Inis Eonáin) är en ort i republiken Irland.   Den ligger i grevskapet County Cork och provinsen Munster, i den södra delen av landet, 240 km sydväst om huvudstaden Dublin. Innishannon ligger 12 meter över havet och antalet invånare är 767.
Terrängen runt Innishannon är huvudsakligen platt. Innishannon ligger nere i en dal. Runt Innishannon är det ganska glesbefolkat, med 24 invånare per kvadratkilometer. Närmaste större samhälle är Cork, 19,5 km nordost om Innishannon. Trakten runt Innishannon består i huvudsak av gräsmarker.